# Jean Le Morillon
Pour les articles homonymes, voir Morillon.
Le colonel Jean Le Morillon est un militaire français originaire de Bono (Morbihan), né à Plougoumelen (Morbihan) le 5 février 1920 et mort à Cannes le 3 mars 2009.

## Biographie
Mobilisé dans la Marine nationale, il est en formation de spécialiste radio à Lorient en juin 1940. Il rejoint l’Angleterre et souscrit un engagement dans les Forces françaises libres.
Après une longue enquête et de nombreux interrogatoires, il est admis au Bureau Central de Renseignement et d’Action (BCRA), les services secrets de la France libre et suit une formation complémentaire d’opérateur radio, des cours de sabotage et un entraînement parachutiste. Il accomplit des missions en France occupée en 1943 et 1944.
Chargé de mission de deuxième classe à la Direction Générale des Études et Recherches (DGER), il rejoint le service Action à Calcutta, dont la base est sous contrôle britannique. Il y côtoie notamment le futur ministre des Armées Pierre Messmer - ils logent dans la même chambre - alors en formation parachutiste avant sa mission au Tonkin.
Membre de la Force 136, il est parachuté au Laos le 26 février 1945. Arrêté le 3 avril par la Gestapo japonaise, la Kempeitai, il est torturé et maintenu en détention pendant six mois en tout. Il s'évade le 9 avril puis est repris le 11. Il sera sauvé en septembre 1945 par le colonel britannique David Smiley, de la Force 136 également, parachuté en Thaïlande le 29 mai 1945 J. Le Morillon et D. Smiley assurent les 15 et 16 septembre 1945 le passage en Thaïlande, pays neutre à ce moment-là, d'un groupe de Français prisonniers des Japonais. Il aborde - pages 134 et suivantes de son récit - les incidents relatés par D. Smiley dans le chapitre 13 de ses mémoires consacré à la Thaïlande et au Laos.
Extrait de la nomination de Jean Le Morillon, en 1960, au grade de Chevalier de la Légion d'honneur : « Le 11 septembre 1945, en collaboration avec le colonel Smiley, de l'armée britannique et le lieutenant Klotz, a conçu et réalisé avec une audace exceptionnelle un plan d'évacuation des éléments civils français prisonniers des Japonais à Thakhek (Laos). Le 15 septembre, se faisant passer pour un médecin de la Croix rouge anglaise, s'est rendu en compagnie du colonel Smiley auprès du commandant japonais responsable de la garde des prisonniers. Après des négociations délicates, a obtenu de celui-ci l'autorisation d'évacuer les prisonniers en territoire neutre. Par une difficile manœuvre d'intimidation, est parvenu à faire assurer par les Japonais eux-mêmes la protection et l'escorte des prisonniers pendant leur transfert au Siam, le 16 septembre 1945…il a ainsi réussi à ramener sains et saufs la totalité des Français internés, parmi lesquels figuraient une quarantaine de femmes, une cinquantaine d'enfants en bas âge et une dizaine de religieuses… »
Après une période de convalescence, Jean Le Morillon reste en Indochine, toujours dans le renseignement, avant de rentrer en métropole.
Par la suite, Jean Le Morillon sert au SDECE, le Service de Documentation Extérieure et de Contre-Espionnage qui succède à la DGER, puis à la Direction Générale de la Sécurité Extérieure (DGSE). Il assure des missions en Afrique (Katanga notamment).
Son aventure indochinoise a fait l'objet d’un article dans la revue Historia en 1995 et d'un reportage diffusé sur la chaîne TV Breizh en août 2001. Retraité à Cannes, il est décédé dans cette ville le 3 mars 2009.

## Décorations
|  |  |  |
|  |  |  |
|  |  |  |

### Intitulés
- Chevalier de la Légion d'honneur (1960)
- Médaille militaire (1946)
- Croix de guerre 1939-1945 avec palme (1946)
- Médaille des évadés
- Croix du combattant volontaire 1939-1945
- Croix du combattant volontaire de la Résistance,
- Médaille de la France libre

## Sources
- Jean Le Morillon, Un breton en Indochine. Mission "Oiseau mouche", Cheminements, coll. « Gens d’ici », 2000  (ISBN 2-84478-106-3). Les Mémoires de guerre, centrées sur sa mission en Asie, de Jean Le Morillon. Avec un cahier de photographies et de documents.
- François Quenin Historia, no 586, octobre 1995. Article « L'incroyable aventure d'un officier français » consacré à la mission de Jean Le Morillon en Asie. Photographie de Jean Le Morillon.
- Interview de Jean Le Morillon. Reportage diffusé sur la chaîne TV Breizh en août 2001.
- (en) Colonel David Smiley, Irregular regular, 1994, éditions Michael Russell, 1994, 218 p. (ISBN 978-0-85955-202-8 et 0-85955-202-0)Traduit en français en 2008 sous le titre Au cœur de l'action clandestine, des commandos au MI6 (L'Esprit du Livre Éditions). Avec cahier de photographies.  (ISBN 978-2-915960-27-3)